# 앨리슨 슈밋
앨리슨 로저스 슈밋(영어: Allison Rodgers Schmitt, 1990년 6월 7일 ~ )은 미국의 수영 선수이다. 2012년 하계 올림픽에서 세 개의 금메달을 획득했다.

## 같이 보기
- 올림픽 다관왕 목록
- 올림픽 수영 여자 메달리스트 목록
- 수영 세계 기록 목록
- 수영 혼계영 400m 세계 기록 추이